# Morta (matériau)
Le morta ou chêne des marais de Brière est un bois en cours de fossilisation. Extrait de la tourbe sous strictes conditions régies par la Commission syndicale de la Grande Brière Mottière et le parc naturel régional de Brière, il est employé comme matériau de construction.

## Terminologie
Le terme « morta » provient du patois briéron. On le retrouve dans les légendes locales et dans la littérature (en 1923 La Brière d’Alphonse de Châteaubriant, en 1977 Mystérieuse Brière de Renée Guillemin, en 1993 Nature insolite en France de Pierre Pellerin).
Les glossaires de mots briérons comme celui de l’association briéronne La Pierre chaude, répertorient le mot « morta ». La Brière, un marais et sa vie autrefois en publie un le 10 décembre 1980 dans le BT Journal.

## Formation
Conservé dans la tourbe, milieu anoxique, le bois s'est lentement minéralisé au fil du passage de l'eau.
Le morta provient d'une forêt de chênes qui s'est trouvée submergée il y a 5 000 ans. La lignine est en cours de minéralisation, se chargeant notamment en silice. Les différents mouvements géologiques ont créé la tourbe brune puis la tourbe noire, d'où les reflets colorés du morta.
Une variété rouge ou jaune, parfois appelée morta rouge ou jaune de Brière, provient d'une forêt de bouleaux, submergée il y a 3 700 ans. Il porte le nom de « choche ».
Dans leurs ouvrages, Augustin Vince (Notre Brière) ou Lionel Visset (8 000 ans en Brière) expliquent la formation du morta.

## Exploitation
La  Commission syndicale de la grande Brière Mottière définit le cadre de l’extraction avec l’exploitant dans un accord annuel. Il définit les conditions d’extraction (dates, quantité, méthode) en accord avec les services de la biodiversité pour sauvegarder la faune et la flore.

## Usages

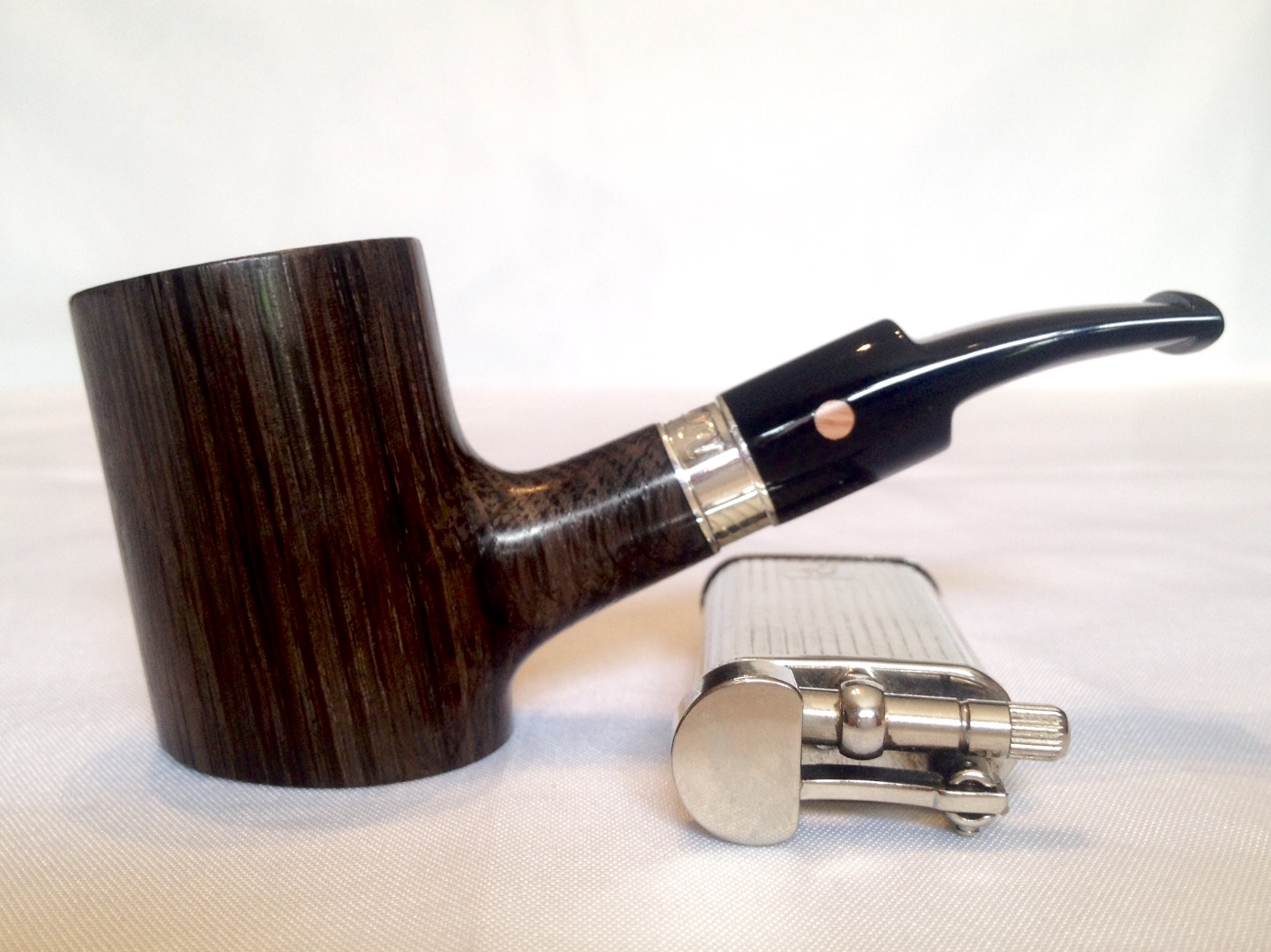
Pipe en morta.

Ce bois, devenu imputrescible, présente un aspect fort esthétique une fois poli. Il peut présenter l'aspect de l'ébène pour le morta noir. Il a été utilisé pour servir de bois de charpente et de chauffage en Brière.
Aujourd'hui, il est utilisé pour produire des manches de couteaux, des stylos, des pipes, des sculptures ou des bijoux. Seuls 10 à 20 % du matériau récupéré sont exploitables.